# .so
.so é o domínio de topo da Somália na Internet, criado em agosto de 1997, e delegado a World Class Domains, uma subsidiária da Monolith Innovation Group INC; com sede em  Pittsburgh, Pennsylvania, Estados Unidos, e re-delegado em fevereiro de 2009 para o Ministério das Telecomunicações e Correios da Somália, que o opera por meio do soNIC.
Na década de 1990, o Projeto da Monolith Innovation, era de oferecer registros de domínios .so de forma gratuita, assim como a Freenom, faz com ccTLD's .tk, .cf, .ga, .ml e .gq, com este acordo foi criada em 1998 a World Class Domains para oferecer o serviço de domínios gratuitos sob o .so.

## Relançamento
Em 2009, o Governo Federal da Somália decidiu relançar o .so, e cobrar pelos registros, solicitando a IANA, a re-delegação do ccTLD .so.
Em 2015, o Ministério das Comunicações fundou a Somali Network Information Center (SONIC), que cuidaria das operações do ccTLD .so.